# معركة القصاصين
معركة القصاصين هي معركة نشبت في 28 أغسطس 1882 بين القوات البريطانية ومصر في حملة بريطانيا عام 1882 لاحتلال مصر. انتهت المعركة بانتصر القوات الإنجليزية وحدوث مذبحة بشعة بين اهالي القصاصين.

## خلفية تاريخية
بعد قيام الاسطول البريطاني بقصف الإسكندرية ثلاثة أيام. بينما كانت القوات البريطانية تحاول الوصول إلى القاهرة عن طريق الإسكندرية قامت معارك عنيفة في كفر الدوار انتهت بهزيمة ثقيلة للإنجليز وانساحبهم خارج الإسكندرية. في شهر أغسطس قام الجنرال جارنيت ويلسلي بعبور قناة السويس والوصول الي مدينة الإسماعيلية تمهيدا للوصول الي القاهرة.

## تفاصيل المعركة
في 28 أغسطس 1882 أثناء تقدم الجيش البريطاني غربا في محافظة الإسماعيلية بقيادة جنرال غراهام حوصر من قبل الأهالي العزل فطلب الإمداد بمزيد من الذخيرة في الساعة 4:30 عصرا فوصلته الساعة 8:45 مساء مما مكنه من القيام بمذبحة كبيرة بين الأهالي.

## النتائج
انتهت المعركة بانتصار القوات الإنجليزية والتقدم نحو التل الكبير.